# Leptogaster patula
Leptogaster patula är en tvåvingeart som beskrevs av Martin 1957. Leptogaster patula ingår i släktet Leptogaster och familjen rovflugor. Inga underarter finns listade i Catalogue of Life.